# Li Wenwen
Li Wenwen (en chino: 李雯雯; Anshan, 5 de marzo de 2000) es una deportista china que compite en halterofilia.
Participó en dos Juegos Olímpicos de Verano, obteniendo dos medallas de oro, en Tokio 2020 (+87 kg) y París 2024 (+81 kg).
Ganó dos medallas de oro en el Campeonato Mundial de Halterofilia, en los años 2019 y 2022.
En abril de 2021 estableció dos nuevas plusmarcas mundiales de la categoría de +87 kg, en dos tiempos (187 kg) y en el total (335 kg).

## Palmarés internacional
| Juegos Olímpicos   | Juegos Olímpicos    | Juegos Olímpicos | Juegos Olímpicos |
| Año                | Lugar               | Medalla          | Categoría        |
| ------------------ | ------------------- | ---------------- | ---------------- |
| 2020               | Tokio (Japón)       | Medalla de oro   | +87 kg           |
| 2024               | París (Francia)     | Medalla de oro   | +81 kg           |
| Campeonato Mundial |                     |                  |                  |
| Año                | Lugar               | Medalla          | Categoría        |
| 2019               | Pattaya (Tailandia) | Medalla de oro   | +87 kg           |
| 2022               | Bogotá (Colombia)   | Medalla de oro   | +87 kg           |